# Dexibuprofen
Dexibuprofenul este un antiinflamator nesteroidian din clasa derivaților de acid propionic, utilizat ca antiinflamator, analgezic și antipiretic. Este enantiomerul dextro-rotator al ibuprofenului.